# Tujamo
Matthias Richter (prononcé en allemand : [maˈtiːas ʀɪçtɐ]), plus connu sous le nom de scène Tujamo, est un disc jockey et producteur de musique allemand, né le 18 janvier 1988 à Detmold (Rhénanie-du-Nord-Westphalie).

## Biographie
Né le 18 janvier 1988 à Detmold (Allemagne), Tujamo commence sa carrière en 2005, et remportera la même année un important concours outre-rhin, à Schüttorf, qui lancera sa carrière.
S'imposant de plus en plus sur la scène electro house, son premier titre classé, WHO, sort en 2012. D'autres singles s'ensuivirent tels Nova, S.A.X. ou encore Boneless, classés dans de nombreux charts nationaux comme en Belgique, au Danemark ou en France.
En avril 2015, il sortit Booty Bounce, un succès international qui atteint la 1re place du top 100 sur Beatport.
Lors du classement Top 100 DJ, établi par DJ Mag, de 2015, il fait son entrée à la 95e position[réf. nécessaire].

## Discographie

### Singles
- 2009 : Beat Back
- 2010 : F in the C
- 2010 : Why
- 2010 : Get Ready
- 2010 : Auf Gehts (avec Kerkhoff)
- 2010 : Mombasa
- 2011 : Get Naked
- 2011 : Shaki (avec Klik Klak)
- 2011 : Once Again
- 2011 : Back 2 You (feat. Robell Parker)
- 2012 : How We Roll
- 2012 : Who (avec Plastik Funk)
- 2012 : Crump
- 2012 : There It Is
- 2012 : Twleve Stories (Tiger Records)
- 2013 : Boneless (avec Steve Aoki & Chris Lake)
- 2014 : Hey Mister
- 2014 : Dr. Who! (avec Plastik Funk feat. Sneakbo)
- 2014 : Nova (avec Felguk vs. Dimitri Vegas & Like Mike)
- 2014 : Darth Theme
- 2014 : Delirious (Boneless) (avec Steve Aoki & Chris Lake feat. Kid Ink)
- 2015 : S.A.X. (avec Laidback Luke)
- 2015 : All Night (avec Jacob Plant)
- 2015 : Booty Bounce
- 2015 : Cream (avec Danny Avila)
- 2015 : Booty Bounce (avec Taio Cruz)
- 2015 : X-mas Bounce
- 2016 : Drop That Low (When I Dip)
- 2016 : Keep Pushin'  (feat. Inaya Day)
- 2016 : BOOM!
- 2017 : Make U Love Me
- 2017 : One On One (feat. Sorana)
- 2018 : Riverside (Reloaded) (avec Sidney Samson)
- 2018 : Body Language (feat. Miranda Glory & Haris)
- 2018 : Funk You (vs. La Fuente)
- 2018 : With U (feat. Karen Harding)
- 2018 : Jook it (avec Salvatore Ganacci feat. Richie Loop)
- 2018 : Say What You Wanna
- 2019 : Get Up
- 2019 : Candy on the Dancefloor
- 2019 : Getting Money (feat. 808Charmer)
- 2019 : Hell Yeah
- 2019 : Drop It (avec Lukas Vane)
- 2019 : Shake It (avec Nø Signe)
- 2020 : One Million (avec Lotten)
- 2020 : Lonely (avec Vize & Majan)
- 2020 : Taking You Home (avec Kelvyn Colt)
- 2020 : Enough Of You
- 2021 : I Don't Wanna Go
- 2021 : Take Control
- 2021 : You Know
- 2021 : Underwater
- 2021 : Mi Amor (feat. Muntu)
- 2021 : Nasty (avec PBH & Jack)
- 2022 : Down
- 2022 : Click
- 2022 : Clap Your Hands (avec JØRD)
- 2022 : Techno Party (avec Vinne & Murotani)
- 2022 : Better Safe Than Sorry
- 2022 : Pump It Up! (avec 3 Are Legend & Jaxx & Vega feat. Black & White Brothers)
- 2023 : IFLDM (avec The Stickmen Project & Sleepwalkrs feat. GLASGOW KI$$)
- 2023 : Drop That Low (When I Dip) (avec Kid Ink)
- 2023 : Vida Loca (avec Antoine Delvig)
- 2023 : Get Get Down (avec Rudeejay & Da Brozz)
- 2023 : Energy (avec Jay Hardway feat. Bay-C)
- 2023 : Turn It Up! (The Crew Motorfest Official Trailer)
- 2023 : Freak (avec Azteck & Inna)
- 2023 : Lose Control (avec Sick Individuals)
- 2023 : Don't Stop (avec Djs from Mars)
- 2023 : Ten Outta Ten (avec Tyrone & Kid Kyote)
- 2023 : Ravers (avec TV Noise)
- 2023 : The Hook (avec Jetlag Music & 3Beat feat. Vitor Bueno)

### Remixes
- 2010 : Tujamo & Kerkhoff - Auf Gehts (Tujamo Remix)
- 2010 : Mandis & Durden - Alwato (Tujamo Remix)
- 2010 : The Beatrabauken - Wallbreakin' (Tujamo Remix)
- 2010 : Nasca & Noble - Back Again (Tujamo Remix)
- 2010 : Marco Maniera feat. Jimmy Ritz - Buenos Rhodes (Tujamo Remix)
- 2010 : Laserkraft 3D - Nein, Mann! (Tujamo Remix)
- 2010 : Muovo - Pungi (Tujamo Remix)
- 2010 : Shemian - 24 Hours (Tujamo Remix)
- 2010 : Jochen Pash - From London To Detroit (Tujamo Remix)
- 2010 : The Hool feat. Heather Leigh West  - Don't Hold Back (Tujamo Remix)
- 2010 : Gina Star - I Want It Now (Tujamo Remix)
- 2010 : Chris Decay - Like That! (Tujamo Remix)
- 2011 : Disfunktion & Leon Du Star - I See Dead Pixels (Tujamo Remix)
- 2011 : Plastik Funk - Everybody Dance Now! 2011 (Tujamo Remix)
- 2011 : Michael Feiner & Eric Amarillo - Sensation (Tujamo Remix)
- 2011 : Tune Brothers & Corey Andrew - Into The Fire (Tujamo Remix)
- 2011 : Boogie Pimps - Knocking (Tujamo Remix)
- 2011 : Sofa Tunes - Feel (Tujamo Remix)
- 2011 : DJ Jose - Like That (Tujamo Sunrise Remix)
- 2011 : HousePussies - Zora in Red 2011 (Tujamo Remix)
- 2011 : Peter Gelderblom feat. Dominica - I Gotta Let U Go (Tujamo Remix)
- 2011 : Brockman & Basti M feat. Nic - Live Your Life (Tujamo Remix)
- 2011 : The Teachers feat. DeLay - House You (Tujamo Remix)
- 2011 : Le Daan & Tres Amici - Tech House Tango (Tujamo Remix)
- 2011 : Jim Tonique & Patrick Bryze - Better World 2011 (Tujamo Club Mix)
- 2011 : Wynter Gordon - Buy My Love (Tujamo Remix)
- 2011 : Plastik Funk & Fragma - What Love Can Do (Tujamo Remix)
- 2011 : Horny United & Philippe Heithier - Only You 2011 (Tujamo Remix)
- 2011 : Jorge Martin S. & Mike Leon - Simplify (Tujamo Remix)
- 2011 : Ralph Good feat. Polina Griffith - SOS (Tujamo Remix)
- 2011 : Tiko's Groove feat. Gosha - I Can't Get Nothing (Plastik Funk & Tujamo Remix)
- 2011 : Bodybangers feat. Carlprit & Linda Teodosiu - One More time (Tujamo Remix)
- 2011 : Fragma - Toca's Miracle (Tujamo Remix)
- 2012 : DJ Falk - House Of God 2012 (Tujamo Remix)
- 2012 : Bastian Van Shield - Nobody (Tujamo Remix)
- 2012 : Frederico Scavo feat. Andrea Guzzoletti - Strump 2012 (Tujamo Remix)
- 2012 : DubVision - All By Myself (Tujamo Remix)
- 2012 : Bob Sinclar - Groupie (Tujamo Remix)
- 2012 : Tomcraft - Loneliness 2k13 (Tujamo Remix)
- 2013 : Major Lazer - Jet Blue Jet (Tujamo Remix)
- 2013 : Martin Solveig & Laidback Luke - Blow (Tujamo Remix)
- 2013 : Marco Maniera & Jimmy Ritz - Buenos Rhodes (Tujamo Remix)
- 2014 : Tujamo - Hey Mister (Tujamo's Club Mix)
- 2014 : Deadmau5 - The Reward Is Cheese (Tujamo Remix)
- 2015 : Skrillex & Diplo present Jack Ü feat. Kiesza - Take Ü There (Tujamo Remix)
- 2015 : Laidback Luke feat. Goodgrip - Rocking With The Best (Tujamo Remix)
- 2015 : Pep & Rash - Rumors (Tujamo Remix)
- 2015 : Showtek feat. MC Ambush - 90s By Nature (Tujamo Remix)
- 2015 : Dimitri Vegas & Like Mike feat. Ne-Yo - Higher Place (Tujamo Remix)
- 2015 : Martin Solveig feat. Sam White - +1 (Tujamo Remix)
- 2017 : David Guetta feat. Nicki Minaj & Lil Wayne - Light My Body Up (Tujamo Remix)
- 2017 : David Guetta feat. Justin Bieber - 2U (Tujamo Remix)
- 2019 : Tom Novy feat. Michael Marshall - Your Body (Tujamo & Lady Bee Remix)
- 2019 : Tiesto - Grapevine (Tujamo Remix)
- 2019 : Hugel feat. Amber Van Day - WTF (Tujamo Remix)
- 2020 : Debonair Samir - Samir's Theme (Tujamo Remix)
- 2021 : Sigma & Louis III - Anywhere (Tujamo Remix)
- 2021 : Tujamo - Underwater (VIP Mix)
- 2023 : Tujamo - Better Safe Than Sorry (Tujamo & Deadline VIP Mix)